# Circuito Sudamericano de Seven 2016-17
El Circuito Sudamericano de Seven del 2016-17 es la tercera serie de torneos de selecciones de rugby 7 organizada por Sudamérica Rugby, debido a la inclusión del deporte en los Juegos Olímpicos de Río de Janeiro 2016, en la primera etapa no estuvieron presentes los equipos más fuertes.
Inicialmente, la primera etapa era en octubre en Costa Rica para equipos centroamericanos y la segunda en noviembre en Colombia. Sin embargo se cambió el calendario y la primera parada fue el American Sevens 2016, disputado en julio en Colombia. El torneo fue ganado por el seleccionado local, que clasificó a las siguientes etapas del circuito.
La segunda y la tercera etapas se jugaron en dos fines de semana consecutivos en enero, con el Seven de Punta del Este y el Seven de Viña del Mar. Con tres equipos invitados y con la novedad de un sistema de puntos según la clasificación de los equipos al finalizar cada etapa, similar a la Serie Mundial, la Sudamérica Rugby Sevens otorga 2 plazas para el Seven de Hong Kong.

## Itinerario
| Itinerario de la temporada 2016-17 | Itinerario de la temporada 2016-17 | Itinerario de la temporada 2016-17         | Itinerario de la temporada 2016-17 | Itinerario de la temporada 2016-17 |
| Seven                              | Año                                | Sede                                       | Fecha                              | Ganador                            |
| ---------------------------------- | ---------------------------------- | ------------------------------------------ | ---------------------------------- | ---------------------------------- |
| American Sevens                    | 2016                               | Estadio Diego Palacios; Guarne             | 8 y 9 de julio de 2016             | Colombia                           |
| Seven de Punta del Este            | 2017                               | Estadio Domingo Burgueño Miguel, Maldonado | 6 y 7 de enero de 2017             | Argentina                          |
| Seven de Viña del Mar              | 2017                               | The Mackay School, Viña del Mar            | 14 y 15 de enero de 2017           | Fiyi                               |

## Posiciones
| Selección   | Guarne |
| ----------- | ------ |
| Colombia    | 1º     |
| Perú        | 2º     |
| Paraguay    | 3º     |
| Ecuador     | 4º     |
| Venezuela   | 5º     |
| Guatemala   | 6º     |
| Costa Rica  | 7º     |
| Panamá      | 8º     |
| El Salvador | 9º     |

|  | Campeón y clasifica a Sudamérica Rugby Sevens |

| Pos | Selección      | Punta del Este | Viña del Mar | Total |
| --- | -------------- | -------------- | ------------ | ----- |
| 1º  | Fiyi           | 19             | 22           | 41    |
| 2º  | Argentina      | 22             | 19           | 41    |
| 3º  | Chile          | 17             | 17           | 34    |
| 4º  | Uruguay        | 12             | 12           | 24    |
| 5º  | Canadá         | 8              | 15           | 23    |
| 6º  | Estados Unidos | 15             | 8            | 23    |
| 7º  | Colombia       | 10             | 10           | 20    |
| 8º  | Brasil         | 7              | 7            | 14    |

|  | Selecciones invitadas |